# Алюмогель
Алюмоге́ль (рос. алюмогель, англ. alumogel, alumina gel; нім. Alumogel) — пориста біла маса, іноді прозора, за складом — оксид алюмінію, за властивостями — адсорбент.